# 앤잭 비스킷

앤잭 비스킷

앤잭 비스킷(영어: Anzac biscuit)은 오스트레일리아와 뉴질랜드의 비스킷으로 으깬 귀리, 밀가루, 설탕, 버터(또는 마가린), 당밀, 베이킹소다, 말린 코코넛 등을 이용해 만든다.
제1차 세계 대전 시대에 창설된 오스트레일리아 뉴질랜드 군단(ANZAC, 앤잭) 소속 군인들의 가족들이 군인들에게 보낸 것에서 유래되었는데 이는 비스킷이 해상 수송 과정에서 잘 상하지 않기 때문이었다.